# Arturo Álvarez
José Arturo Álvarez Hernandez (Houston, 28 giugno 1985) è un ex calciatore statunitense con cittadinanza salvadoregna, di ruolo centrocampista.

## Carriera

### Club
Dopo essere stato ingaggiato dalla MLS nel 2003, senza aver giocato al college, firmando un contratto Project-40, fu scelto al MLS SuperDraft del 2003 dai San Jose Earthquakes. Nella sua stagione iniziale, segnò il primo gol il 14 giugno 2003 contro il FC Dallas a cui fu ceduto nella stagione 2005 in una trattativa che includeva Richard Mulrooney e Brad Davis.
Il 24 novembre 2010 fu scelto al MLS Expansion Draft dai Portland Timbers, ma venne subito ceduto al Real Salt Lake durante il secondo turno della MLS SuperDraft. Ha fatto il suo debutto con il Real Salt Lake il 15 marzo 2011, entrando al minuto 88, nella partita di andata delle semifinali della CONCACAF Champions League contro il Saprissa, vinta per 2-0.
Il 5 novembre 2011 partecipa al MLS Re-Entry Draft, che lo assegna al Chivas USA.
Il 1º febbraio 2012 arriva in Europa con i portoghesi del Paços de Ferreira.

### Nazionale
Nonostante abbia giocato nella nazionale statunitense a livello giovanile, non è mai stato convocato nella nazionale maggiore. Essendo di origine salvadoregna, è stato invitato a giocare nella nazionale salvadoregna dall'allenatore Carlos de los Cobos. Ha fatto il suo debutto con l'El Salvador in una partita di qualificazione per i mondiali 2010 contro Trinidad e Tobago. Ha segnato il suo primo gol in una partita della CONCACAF Gold Cup 2011 contro Cuba, vinta per 6-1.

## Statistiche

### Presenze e reti nei club
Statistiche aggiornate al 18 maggio 2017.
| Stagione                    | Squadra                     | Campionato                  | Campionato | Campionato | Coppe nazionali | Coppe nazionali | Coppe nazionali | Coppe continentali | Coppe continentali | Coppe continentali | Altre coppe | Altre coppe | Altre coppe | Totale | Totale |
| Stagione                    | Squadra                     | Comp                        | Pres       | Reti       | Comp            | Pres            | Reti            | Comp               | Pres               | Reti               | Comp        | Pres        | Reti        | Pres   | Reti   |
| --------------------------- | --------------------------- | --------------------------- | ---------- | ---------- | --------------- | --------------- | --------------- | ------------------ | ------------------ | ------------------ | ----------- | ----------- | ----------- | ------ | ------ |
| 2003                        | San Jose Earthquakes        | MLS                         | 15         | 1          | -               | -               | -               | -                  | -                  | -                  | -           | -           | -           | 15     | 1      |
| 2004                        | San Jose Earthquakes        | MLS                         | 11         | 1          | -               | -               | -               | -                  | -                  | -                  | -           | -           | -           | 11     | 1      |
| 2005                        | FC Dallas                   | MLS                         | 24         | 2          | LHUSOC          | 1               | 0               | -                  | -                  | -                  | -           | -           | -           | 25     | 2      |
| 2006                        | FC Dallas                   | MLS                         | 19         | 3          | -               | -               | -               | -                  | -                  | -                  | -           | -           | -           | 19     | 3      |
| 2007                        | FC Dallas                   | MLS                         | 27+2       | 3          | LHUSOC          | 1               | 1               | -                  | -                  | -                  | -           | -           | -           | 28+2   | 4      |
| 2008                        | FC Dallas                   | MLS                         | 16         | 3          | LHUSOC          | 1               | 0               | -                  | -                  | -                  | -           | -           | -           | 17     | 3      |
| Totale FC Dallas            | Totale FC Dallas            | Totale FC Dallas            | 86+2       | 11         |                 | 3               | 1               |                    |                    |                    |             |             |             | 89+2   | 12     |
| 2008                        | San Jose Earthquakes        | MLS                         | 12         | 3          | -               | -               | -               | -                  | -                  | -                  | -           | -           | -           | 12     | 3      |
| 2009                        | San Jose Earthquakes        | MLS                         | 23         | 5          | -               | -               | -               | -                  | -                  | -                  | -           | -           | -           | 23     | 5      |
| 2010                        | San Jose Earthquakes        | MLS                         | 19+3       | 3          | -               | -               | -               | -                  | -                  | -                  | -           | -           | -           | 19+3   | 3      |
| Totale San Jose Heartquakes | Totale San Jose Heartquakes | Totale San Jose Heartquakes | 80+3       | 13         |                 |                 |                 |                    |                    |                    |             |             |             | 80+3   | 13     |
| 2011                        | Real Salt Lake              | MLS                         | 16         | 0          | -               | -               | -               | CCL                | 4                  | 0                  | -           | -           | -           | 20     | 0      |
| 2011-2012                   | Paços de Ferreira           | PL                          | 9          | 2          | -               | -               | -               | -                  | -                  | -                  | TdL         | 1           | 0           | 10     | 2      |
| 2012-2013                   | Paços de Ferreira           | PL                          | 4          | 1          | CP              | 3               | 1               | -                  | -                  | -                  | TdL         | 2           | 0           | 9      | 2      |
| Totale Paços de Ferreira    | Totale Paços de Ferreira    | Totale Paços de Ferreira    | 13         | 3          |                 | 3               | 1               |                    |                    |                    |             | 3           | 0           | 19     | 4      |
| 2012-2013                   | Videoton FC                 | NB1                         | 11         | 2          | CU              | 2               | 0               | -                  | -                  | -                  | -           | -           | -           | 13     | 2      |
| 2013-2014                   | Videoton FC                 | NB1                         | 22         | 4          | CU              | 1               | 0               | UEL                | 1                  | 0                  | -           | -           | -           | 24     | 4      |
| 2014-2015                   | Videoton FC                 | NB1                         | 23         | 2          | CU              | 4               | 1               | -                  | -                  | -                  | -           | -           | -           | 27     | 3      |
| Totale Videoton FC          | Totale Videoton FC          | Totale Videoton FC          | 56         | 8          |                 | 7               | 1               |                    | 1                  | 0                  |             |             |             | 64     | 9      |
| 2016                        | Chicago Fire                | MLS                         | 30         | 5          | LHUSOC          | 3               | 0               | -                  | -                  | -                  | -           | -           | -           | 33     | 5      |
| 2017                        | Chicago Fire                | MLS                         | 7          | 1          | -               | -               | -               | -                  | -                  | -                  | -           | -           | -           | 7      | 1      |
| Totale Chicago Fire         | Totale Chicago Fire         | Totale Chicago Fire         | 37         | 6          |                 | 3               | 0               |                    |                    |                    |             |             |             | 40     | 6      |
| Totale carriera             | Totale carriera             | Totale carriera             | 288+5      | 41         |                 | 16              | 3               |                    | 5                  | 0                  |             | 3           | 0           | 312+5  | 44     |